# Lousã (freguesia)
Lousã is een plaats (freguesia) in de Portugese gemeente Lousã en telt 10395 inwoners (2001).